# Darughachi

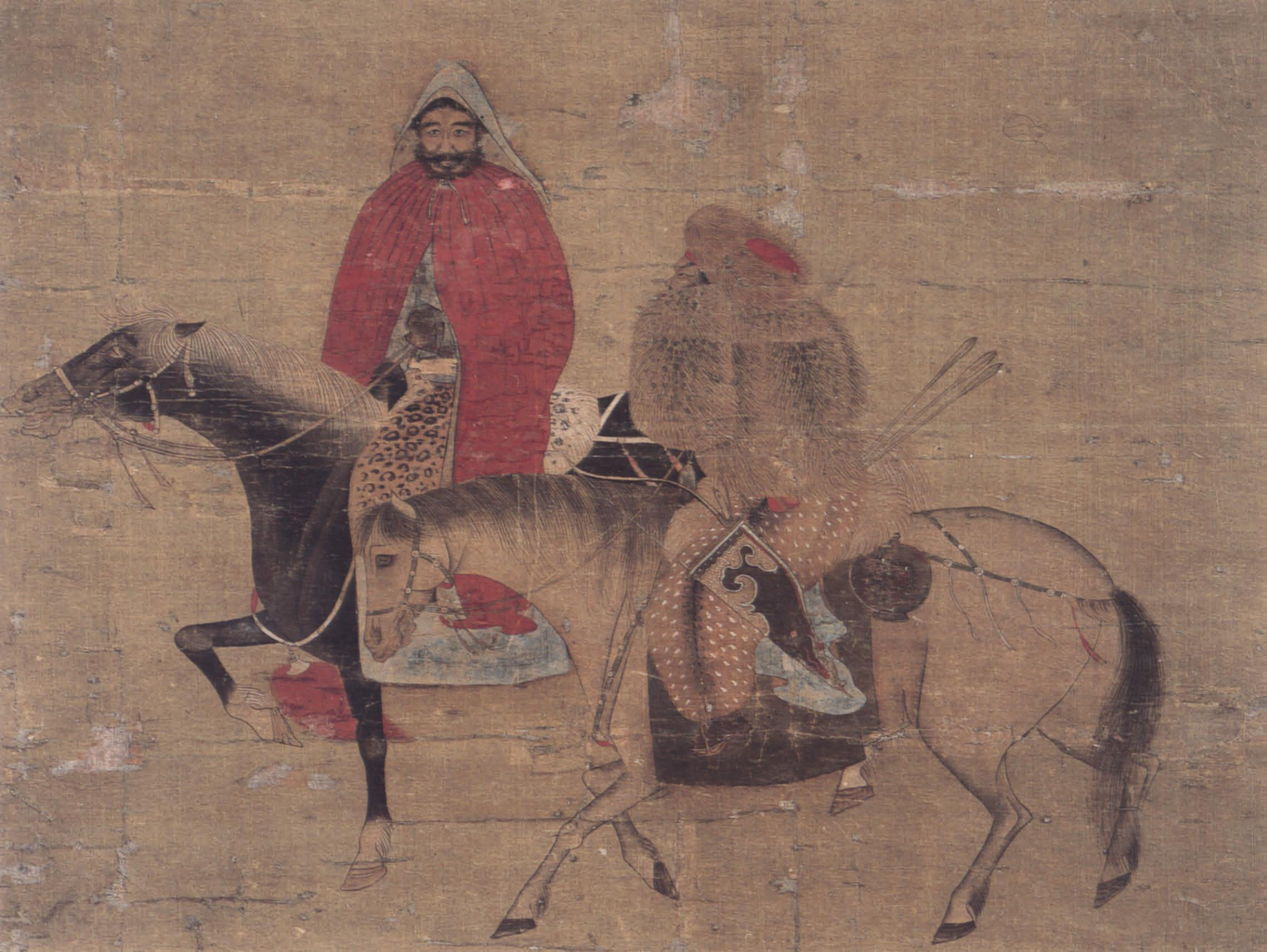
Cavaliere mongolo con un funzionario. Dipinto su seta dell'epoca Yuan. Collezione d'arte e storia, temporaneamente in mostra alla Arthur M. Sackler Gallery

I Darughachi (in mongolo ᠳᠠᠷᠤᠭᠠᠴᠢ), Darugači (forma mongola) o Basqaq (forma turca) erano originariamente dei funzionari designati nell'impero mongolo che si occupavano della riscossione delle tasse e dell'amministrazione di una determinata provincia. La versione al plurale della parola mongola è darugha. Indicati talvolta dalle fonti come governatori, il termine corrisponde a dārugheh (in persiano داروغه‎) e a basqaq o baskak in turco, a dálǔhuāchì in pinyin, a ta lu hua ch'ih in Wade-Giles e a 達魯花赤 (caratteri cinesi tradizionali) e 达鲁花赤 (caratteri cinesi semplificati) in cinese.

## Storia
Tale titolo fu istituito sotto il dominio di Gengis Khan a partire dal 1211. La Storia segreta dei Mongoli racconta che, a seguito dell'invasione e la sottomissione dei Kipčaki e della Rutenia tra il 1237 e il 1240, Ögödei assegnò il daruγačin e il tammačin a governare le genti che vivevano a Ornas, Saḳsīn, Bolğar e Kiev.
Sotto la dinastia Yuan, il titolo di Zhangguan sostituì la precedente designazione, la quale era molto più complessa perché prevedeva un funzionario di questo tipo per ogni suddivisione amministrativa, con le funzioni di governatore e di comandante degli eserciti esercitate dalla stessa persona. Il titolo venne assegnato anche a chi era a capo di un ufficio del governo centrale. Di solito questa carica spettava a un mongolo, probabilmente a un membro della nobile casta dei semu, garantendo così il mantenimento del potere all'interno dei mongoli. Altre comunità, tuttavia, potevano esercitare funzioni assai simili con un titolo amministrativo diverso. I testi cinesi riferiscono che si doveva pagare una grande somma di oro e argento quando il Darugha di Turfan veniva rimpiazzato.
Il termine turco basqaq non compare nelle fonti mongole. Nelle fonti russe, i darughachi erano quasi sempre indicati come baskak (plurale: baskaki). I riferimenti relativi a questi funzionari compaiono nel XIII secolo, subito dopo l'invasione mongola dell'Europa, ma si diradano verso il 1328, quando il Gran principe di Vladimir (di solito anche Principe di Mosca) divenne l'esattore delle tasse del khan e genero imperiale (kürgen), incaricato di raccogliere i dan o tributi dai principati della Rus' per conto dell'Orda d'Oro.
Nel XIII secolo, i capi dei darugha mongoli erano tanto di stanza a Vladimir quanto a Baghdad. L'impero mongolo tentò di inviare degli esattori in Goryeo nel 1231, subito dopo la prima (delle sei) invasioni mongole della Corea. Secondo alcune fonti medievali, furono inviati 72 darughachi e le guarnigioni militari mongole si ritirarono. Tuttavia, le ripetute ribellioni e la continua resistenza del Goryeo al dominio mongolo, considerando che i funzionari giunti in quel territorio furono tutti uccisi dalle armate locali nell'estate del 1232, resero difficile la prospettiva di uno stabile insediamento dei darughachi. Anche se vi sono dubbi sul numero effettivo di darughachi giunti nella penisola coreana, la maggior parte delle fonti affidabili (tra cui il Goryeosa) indica che almeno alcuni darughachi rimasero nell'area per tutta la durata del suo vassallaggio all'impero mongolo. La cifra più alta riportata si attesta a 72 darughachi, ma gli storici dubitano che un territorio così piccolo come il Goryeo necessitasse di una presenza così massiccia; non si conosce nessuno dei nomi dei 72 darughachi sono rimasti, evento abbastanza insolito considerata l'importanza della loro carica. Sebbene le fonti esistenti non facciano menzione dei darughachi in Corea, dopo la pace stipulata tra Goryeo e l'impero mongolo nel 1259, che stabilì che la Corea fosse un vassallo dei mongoli, lo stazionamento dei darughachi nella penisola divenne probabilmente più stabile.
Dopo il 1921 la parola darga (capo) (Khalkha per darugha) sostituì l'aristocratico noyan come termine utilizzato per indicare i funzionari di alto livello attivi in Mongolia.